# Сель, Ниязи
Ния́зи Сель (тур. Niyazi Sel; 12 марта 1908 — 1 января 1990) — турецкий футболист, играл на позиции нападающего. Участник летних Олимпийских игр 1936 года.

## Биография

### Клубная карьера
Всю футбольную карьеру играл только за «Фенербахче», в составе которого выиграл ряд 5 раз Стамбульскую лигу. Всего в общей сложности сыграл во всех турнирах 216 матчей и забил 79 голов.

### Карьера в сборной
Дебютировал за сборную Турции 27 сентября 1931 года в товарищеском матче со сборной Болгарии — Турция проиграла матч со счётом 1:5. Принимал участие на олимпийском футбольном турнире 1936 года, где сыграл в матче со сборной Норвегии (0:4). Всего за сборную Турции сыграл 5 матчей и забил 1 гол.

### Жизнь после футбола
По окончании футбольной карьеры работал спортивным журналистом.
Скончался 1 января 1990 года в Стамбуле в возрасте 81 года.

## Достижения
«Фенербахче»
- Чемпион Стамбульской лиги (5): 1929/30, 1932/33, 1934/35, 1935/36, 1936/37
- Победитель Национального дивизиона[англ.] (1): 1937
- Обладатель Стамбульского Щита[англ.] (3): 1929/30, 1933/34, 1937/38